# Flying Cloud
Pour les articles homonymes, voir Flying Cloud (homonymie).
Le Flying Cloud, ex-Oiseau des îles, est une goélette à trois mâts construite en 1935 par les chantiers Dubigeon pour la Compagnie française des phosphates de l’Océanie (CFPO). Ce fut le dernier grand voilier construit par ce chantier français de Nantes.
Regréé en trois-mâts goélette, le voilier intègre en 1968 la flotte de croisière de la Windjammer Barefoot Cruises qui possède aussi le Mandalay, le Polynésia II, le Yankee Clipper et le Legacy. Cette compagnie était basée à Miami Beach en Floride.

## Histoire
Construit au chantier naval Dubigeon de Nantes, cette goélette à trois mâts à coque acier, a été lancée le 7 juin 1935 sous le nom d’Oiseau des îles en  tant que navire de ravitaillement pour l'exploitation des phosphates sur l'île de Makatea.
Son voyage inaugural du 22 novembre 1935 l’emmène de Saint-Nazaire à destination de Papeete par le canal de Suez.
En octobre 1941 le voilier est réquisitionné par les Forces navales françaises libres (FNFL) de Tahiti.  Le trois-mâts aura le privilège, comme les goélettes Étoile et Belle Poule d'arborer le pavillon à Croix de Lorraine. Doté d'un armement léger, il est affecté à des missions de représentation des autorités de la France libre dans le Pacifique.
D'octobre 1942 à 1947, toujours sous réquisition, il est utilisé pour le ravitaillement de la Polynésie française.
Il est rendu à son propriétaire en 1947, puis vendu en 1957 au Mexique. Converti en navire à moteur, il est utilisé le long des côtes sous le nom de Tuxtla. La compagnie mexicaine le remet en vente dès 1960.
En 1968, il est racheté par la Windjammer Barefoot Cruises. Il est regréé en trois-mâts goélette et reconverti en voilier de croisière  dans les Caraïbes sous le nom de Flying Cloud. Il possède, dans cette configuration, 40 cabines pour 66 passagers et un équipage de 28 hommes.
En 2002, nécessitant une coûteuse remise en état, il a été mis en retraite. En 2007, la compagnie Windjammer Barefoot Cruises cesse ses activités.
Pour éviter son total démantèlement par sa mise en vente à la ferraille, une association de plongée sous-marine des Îles Vierges britanniques à Tortola, la BVI SCUBA Organizations s'est portée acquéreur en 2008 pour son rapatriement.
Le projet n'aboutit pas et la coque est livrée au ferrailleur en 2009.
C'était en 2009 le plus ancien navire construit par les Dubigeon encore en activité après le Belem.